# 插入式性行為

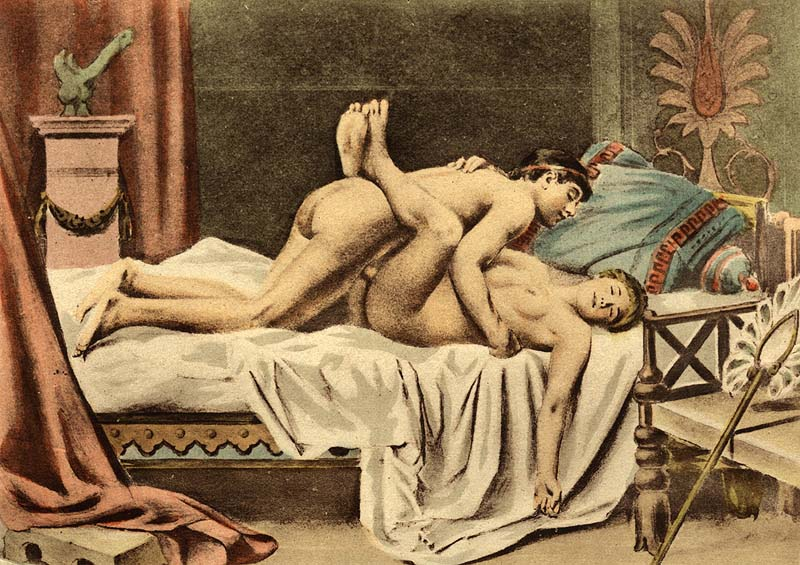
正常體位的进入式性行為

插入式性行為（英語：Sexual penetration），有時也稱為性侵入行為，是指在人類性行為中，將身體一部份或是其他物體进入別人陰道（性交）、肛門（肛交）或是口腔（口交）的行為。
进入式性行為是性行為中正常的一部份，不過在一些情形下是非法的。进入式性行為是一醫學用語，但也常常用在法律中，描述違法的性行為。有些法律會用进入式性行為，也有些法律會用性交一詞，也有些法律會將一些进入式性行為稱為猥褻行為（acts of indecency）。很多現代的法律會用「性侵入行為」一詞來表示違法的性行為，因為這可以表示各種进入式性行為，包括將手指或是其他物品伸入等，例如:假陰莖等，也可以指最輕微的进入式性行為。

## 定義
若男性將其陰莖进入女性的陰道中，一般稱為陰道性行為或是性交。若陰莖进入別人的肛門中，則稱為肛交。侵入式的口交包括將陰莖伸入別人口中（陰莖口交）或是將舌頭伸進陰道或陰戶中（陰戶口交）。舌頭在性行為中也可能伸入肛門中（舔肛），這是口交也是肛交。若在性行為中有一隻或多隻手指伸入，稱為指交。若將其他物體（例如假陰莖、按摩棒或其他性玩具）放進性器或是肛門中，也視為进入式性行為。

## 不合法的进入式性行為
若性犯罪中有进入式性行為，一般會比只和非进入式性行為有關的性犯罪要嚴重，對兒童的进入式性行為也是如此。最低合法性交年齡以下的兒童其對进入式性行為的同意是無效的。在法律上，进入式性行為常用來指和兒童的性行為。不合法的进入式性行為不論侵入程度多少，也不論是否有射精，其本身就是犯罪行為。
法律可能會區分不同的进入式性行為。例如奧勒岡州的州法提到：
第一級的非法性侵入行為是符合以下條件的重罪：犯罪者用舌頭及陰莖以外的物體插入陰道、肛門或是其他人的陰莖，且被害人被強迫、或未滿十二歲、或是因為心智障擬、心智未成熟或是身體問題，無能力表示同意——第一級的非法性侵入行為, Oregon Statutes § 163.411
在英國，對三等親內親屬（含養父母子女關係）的进入式性行為（即近親性交）是犯罪。